# Regija Los Ríos
XIV. regija Los Ríos (španjolski: XIV Región de Los Ríos) je jedna od 15 regija u Čileu. 

## Stanovništvo
U regija živi 356.396 stanovnika. Gustoća naseljenosti je 19,3 stanovnika / km ². Prema podacima iz 2002. najveći gradovi su Temuco s 260.783, Villarrica s 45.531 i Angol s 43.801 stanovnikom.

## Zemljopis
Susjedne regije su na sjeveru Araucanía, na jugu Los Lagos,  na istoku je državna granica s Argentinom, a na zapadu je Tihi ocean. 

## Administrativna podjela
Regija je podjeljena na dvije provincije i 12 općina.
| Valdivia (središte Valdivia) |          |             |           |
| Corral                       | Lanco    | Los Lagos   | Máfil     |
| Mariquina                    | Paillaco | Panguipulli | Valdivia  |
| Ranco (središte La Unión)    |          |             |           |
| Futrono                      | La Unión | Lago Ranco  | Río Bueno |

## Vanjske poveznice
- Službena stranica regije  Arhivirana inačica izvorne stranice od 4. prosinca 2013. (Wayback Machine)